# Rhizom (Philosophie)
Rhizom (griech. ῥίζωμα rhizoma ‚Wurzel‘) ist ein zentraler Begriff der Philosophie von Gilles Deleuze und Félix Guattari, entwickelt in den 1970er Jahren.
Der Begriff ist von der Bezeichnung für Wurzelgeflechte (Rhizome) von Pflanzen abgeleitet. Bei Deleuze und Guattari dient er als Metapher für ein postmodernes beziehungsweise poststrukturalistisches Modell der Wissensorganisation und Weltbeschreibung, das ältere, durch eine Baum-Metapher dargestellte, hierarchische Strukturen ersetzt. Das philosophische Konzept der Rhizomatik stieß auf großes Interesse in der Wissenschaftstheorie, der Medienphilosophie und den Kulturwissenschaften.

## Rhizom und Baummodell

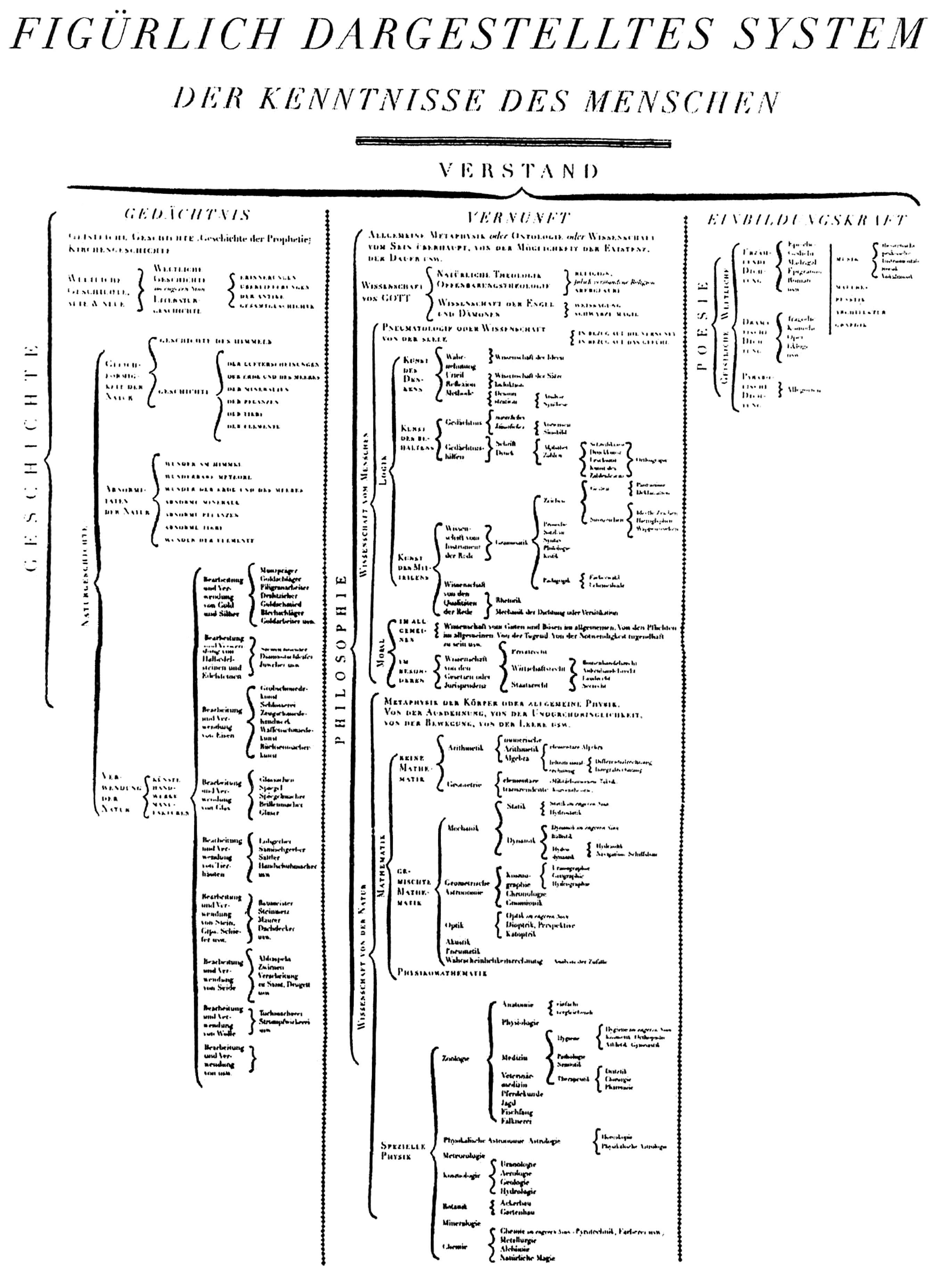
„Dichotomischer“ Baum des menschlichen Wissens in Band 1 der Encyclopédie

„Rhizomatische“ Verweisstruktur zwischen Webseiten

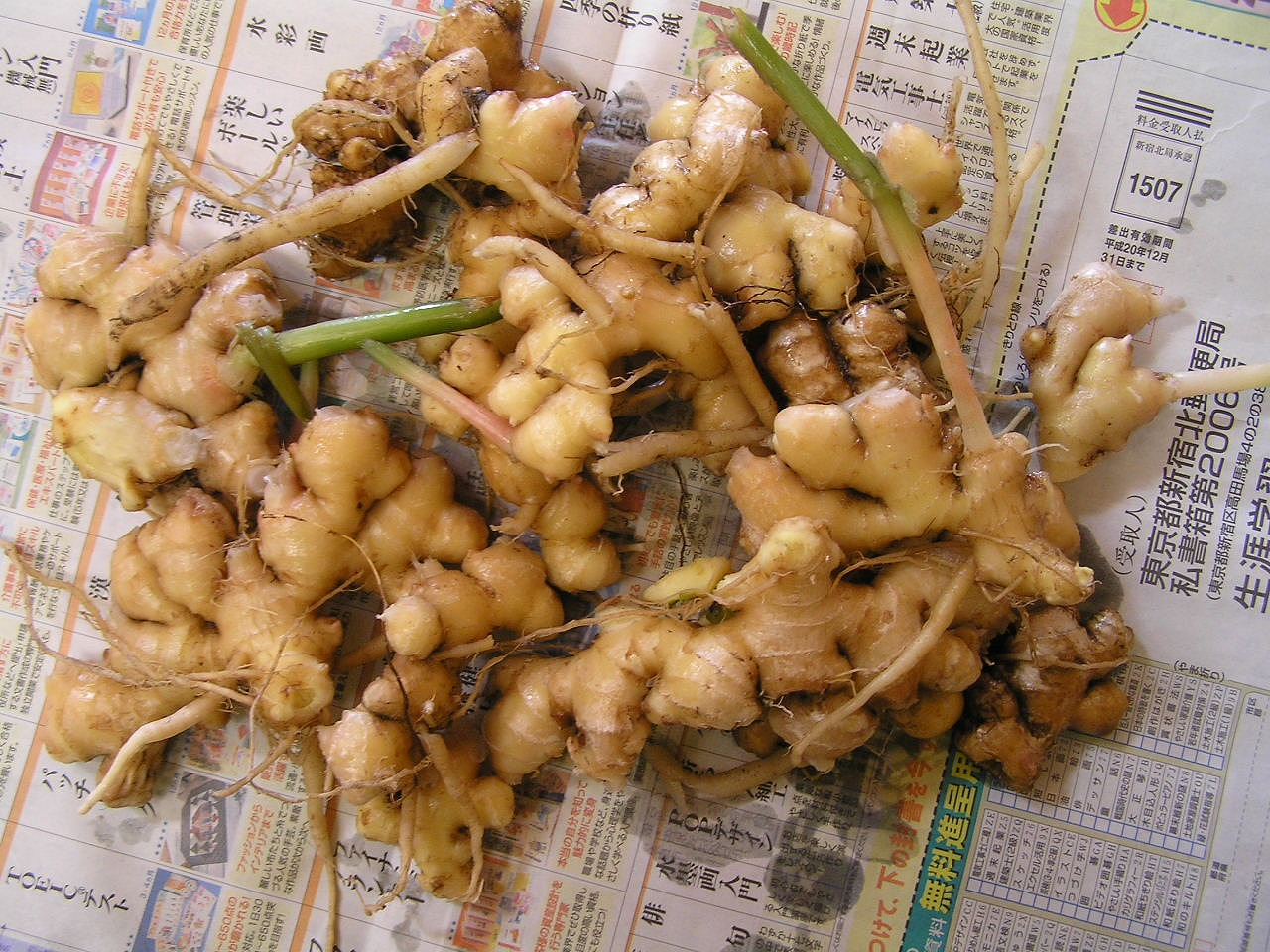
Übereinandergeschüttete Ingwerrhizome – ein Geflecht ohne „Stamm“

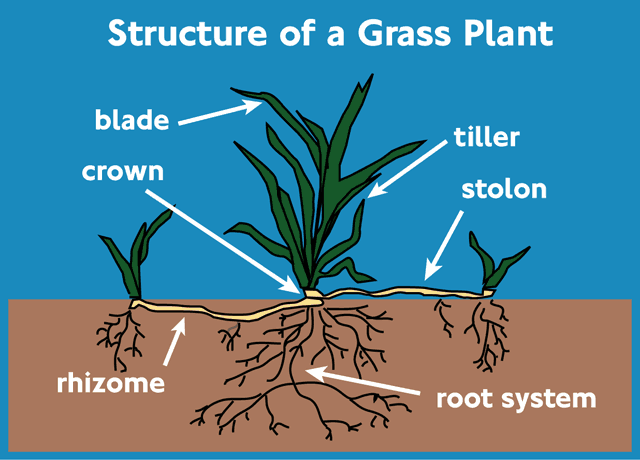
Rhizom einer Graspflanze

Die von Deleuze und Guattari vorgeschlagene, metaphorische Verwendung des botanischen Begriffs Rhizom charakterisiert zunächst ihre eigene Schreibweise, die Hierarchien ablehnt, also nicht entsprechend der traditionellen Form des Baums des Wissens konzipiert ist. Der Wissensbaum ist ein Ordnungsmodell, das Hierarchien des Wissens und der Wissenschaften beschreibbar machen soll und dessen Tradition in die griechische Antike verweist. Nach diesem Baummodell sind beispielsweise Taxonomien, Klassifikationen, klassische Enzyklopädien und Bibliotheken organisiert. Baummodelle sind sowohl hierarchisch als auch dichotomisch orientiert, das heißt: Jedes Element befindet sich auf einer (und nur einer) Ordnungsebene, ist einer höheren Ebene untergeordnet und kann einem oder mehreren Elementen übergeordnet sein. Es gibt keine Querverbindungen, die Hierarchieebenen überspringen oder Elemente verbinden, die zwei unterschiedlichen höheren Elementen übergeordnet sind. Bereits Diderot und d’Alembert hatten in ihrem Discours préliminaire de l’Encyclopédie (1749) die Schwachstellen des Baummodells erkannt und versucht, diese dadurch zu korrigieren, dass Querverweise unter den Lemmata auf andere Beiträge und Wissensbereiche verwiesen.
Neben der Ersetzung der Metapher des Baum des Wissens durch die Metapher des Rhizoms für ihre eigene Schreibweise halten Deleuze und Guattari das Baum-Modell auch in einem allgemeineren Sinne für epistemologisch nicht mehr angemessen, weil es nicht offen ist für Veränderungsmöglichkeiten, die sich etwa in Paradigmenwechseln in der Forschungs- und Verstehensperspektive niederschlagen können. In hierarchisch strukturierten Ordnungsmodellen gibt es keine Kreuzungen oder Überschneidungen. Weder kann ein Element mehreren Ordnungsebenen angehören, noch sind Querverbindungen zu Elementen anderer „Äste“ erlaubt. Genau dies aber erscheint in der postmodernen Wissenswelt unbedingt notwendig. In politischer Hinsicht erachteten die Autoren das Baum-Modell auch für gesellschaftlich problematisch, da ihrer Ansicht nach Diktaturen auf analoge Weise ihre Unterdrückungsregimes gestalteten.
Als Ersatz für das Baum-Modell und wiederum in Abgrenzung zu einer weiteren Ordnungsmetapher, der des Netzes, ziehen Deleuze und Guattari rhizomatische Pflanzenstrukturen heran. Weitere Beispiele sind die Bauten von Ameisen und Ratten, die für sie gleichfalls als „Rhizome“ anzusehen sind. So bleiben die Autoren im Bereich botanischer Metaphorik, finden aber eine Metapher, die ihrer Vorstellung von einer vielfach verflochtenen Struktur entspricht:

„Ein Rhizom ist als unterirdischer Strang grundsätzlich verschieden von großen und kleinen Wurzeln. Zwiebel- und Knollengewächse sind Rhizome. Pflanzen mit großen und kleinen Wurzeln können in ganz anderer Hinsicht rhizomorph sein, und man könnte sich fragen, ob das Spezifische der Botanik nicht gerade das Rhizomorphe ist. Sogar Tiere sind es, wenn sie eine Meute bilden, wie etwa Ratten. Auch der Bau der Tiere ist in all seinen Funktionen rhizomorph, als Wohnung, Vorratslager, Bewegungsraum, Versteck und Ausgangspunkt. Das Rhizom selber kann die unterschiedlichsten Formen annehmen, von der verästelten Ausbreitung in alle Richtungen an der Oberfläche bis zur Verdichtung in Zwiebeln und Knollen.“

Ein Rhizom ist also ein „vielwurzeliges“, in sich verflochtenes System, das sich nicht in vereinfachenden Dichotomien abbilden lässt: „Ein Rhizom kann an jeder beliebigen Stelle gebrochen und zerstört werden, es wuchert entlang seiner eigenen oder anderen Linien weiter.“
Trotz dieser spezifischen Verwendung des Begriffs führt die metaphorische Benutzung des „Rhizoms“ häufig zu Missverständnissen wegen einer aus botanischer Sicht inkorrekten Formulierung bei den Autoren: Pflanzliche Rhizome sind gerade keine Wurzeln.
In der Rezeption durch den Poststrukturalismus wurde vor allem Deleuzes und Guattaris Kritik der Logik der Identität aufgegriffen:

„Der Poststrukturalismus denkt sowohl in differenten Vielheiten wie in Zusammenhängen. Das dabei entstehende Bild von Einheit und Vielheit ordnet die Vielheit der Einheit nicht identitätslogisch unter bzw. sie verfällt nicht in bloß nominalistische Opposition, die nichts am Baumschema … ändert. Vielmehr verweben sich Einheit und Vielheit ineinander und weder existiert das eine vor oder über dem anderen noch hebt das eine das andere auf. Keines gibt es ohne das andere.“

## Ordnung im Rhizom
Sogenannte „Konnexionen“ führen dazu, dass einzelne Punkte in Rhizomen miteinander verbunden werden, wodurch wiederum verschiedenste Sachverhalte untereinander in Verbindung treten können („Heterogenität“). Dabei sind durchaus auch feste oder zumindest festere Strukturen in einer „rhizomatischen“ Wissensordnung möglich, aber nicht ausschließlich.

„Jedes Rhizom enthält Segmentierungslinien, nach denen es geschichtet ist, territorialisiert, organisiert, bezeichnet, zugeordnet etc.; aber auch Deterritorialisierungslinien, an denen es unaufhaltsam flieht.“

Statt „Einheiten“ treten nunmehr „Vielheiten“ in den Fokus der Beobachtung und Interpretation, von den Autoren „Plateaus“ genannt:

„Jede Vielheit, die mit anderen durch an der Oberfläche verlaufende unterirdische Stängel verbunden werden kann, so dass sich ein Rhizom bildet und ausbreitet, nennen wir Plateau.“

Plateaus können zwar miteinander verbunden sein, doch sind sie nicht so organisiert, dass wie im Baummodell ein Element zum „Stamm“ erklärt wird, von dem alle anderen abhängen. Je nach Betrachtungsperspektive befindet sich das Zentrum eines Rhizoms an unterschiedlichen Orten und kann sogar, im Gegensatz zum Ordnungsmodell des Netzes, gar nicht vorhanden sein. Als Rhizom begriffen, wird der Wert scheinbar chaotischer Verknüpfungen überhaupt erst verstehbar und beschreibbar:

„Der Baum und die Wurzel zeichnen ein trauriges Bild des Denkens, das unaufhörlich, ausgehend von einer höheren Einheit [...] das Viele imitiert. [...] Hydren und Medusen können wir nicht entkommen.“

Rhizom bedeutet die Befreiung von definierten Machtstrukturen: Viele Perspektiven und viele Ansätze können frei verkettet werden:

„Ein Rhizom ist ein Raumbild reiner Immanenz.“

## Rezeption
Vor allem in der Philosophie der Postmoderne und der Medientheorie wird die „Rhizomatik“ diskutiert, weil der Begriff für viele Probleme der Orientierung innerhalb moderner Wissenswelten, die nicht nach dem Baummodell geordnet und kategorisiert werden können, einen Ansatzpunkt zu bieten scheint. Zwar können bestimmte Ordnungsstrukturen geschaffen werden, diese werden jedoch von internen Verknüpfungen und Verbindungslinien wieder untergraben.
Aus der Perspektive jeder wissenschaftlichen Disziplin sowie jeder neuen Herangehensweise bauen sich das System und die Ordnung des bestehenden Wissens in eigener Weise auf. „In einem Rhizom gibt es keine Punkte oder Positionen wie etwa in einer Struktur, einem Baum oder einer Wurzel. Es gibt nichts als Linien.“ Vielen modernen Medientheoretikern scheint die Metapher des Rhizoms daher geeignet, um Strukturen von Hypertexten, sozialen Netzwerken oder Computernetzen wie dem Internet zu beschreiben.